# Bedeciu, Cluj
Bedeciu (în maghiară Bedecs) este un sat în comuna Mănăstireni din județul Cluj, Transilvania, România.

## Istoric
Prima atestare documentară a satului Bedeciu este din 1345, când apare cu numele possessio Bedech. Satul mai apare cu numele Bedecz în 1456, Oláh Bedech în 1487, Bedecs în 1750 și Bedeciu în 1854.

## Monumente istorice
- Biserica „Înălțarea Domnului" din secolul al XV-lea.

- Cetatea Bedeciu

## Cadrul geografic
Satul Bedeciu se află în vestul județului Cluj și este situat în Munții Gilăului și dealurile domolite ce deimitează platforma Huedin-Călata- Călățele spre vest și platforma Păniceni spre nord. Bedeciul aparține de comuna Mănăstireni și se găsește la 45 km față de municipiul Cluj-Napoca și 19 km de orașul Huedin.
Clima este temperat-continentală cu influențe de aer vestic. Temperatura medie anuală este de 7,8 grade C, luna cea mai caldă fiind ianuarie (între -3 și 4 grade C). Alt element climatic îl reprezintă precipitațiile, a căror valori medii anuale ating 700–750 mm.
Rețeaua hidrografică este strâns legată de altitudine, formațiunile geologice, felul de exprimare climatică și gradul de acoperire cu vegetație.
Toate apele de suprafață sunt captate în bazinul râului Căpuș. Izvorăște din Finciu în locul numit Sanțul Popii. De acolo coboară prin Mănăstireni, unde preia și apele Văii Răntșsti și înaintează pe sub Dealul Tăului, înalt de 798 m. După ce iese din Mănăstireni se aruncă într-o strâmtoare de munte și după zbateri prometeice deschide niște chei fermecătoare, își creează un culoar spectaculos, un defileu cu pereți abrupți și impunători prin maiestuozitate. Spre ieșirea din sat primește debitul mai multor văi și pâraie: Valea Podului, Valea Babat, Valea Mare, pâraiele Branului, Găini, Citeri, Custelicului. Rogozului, La Buci, Pârâul de la Borța, Calea lui Nadiș, Brazilor,

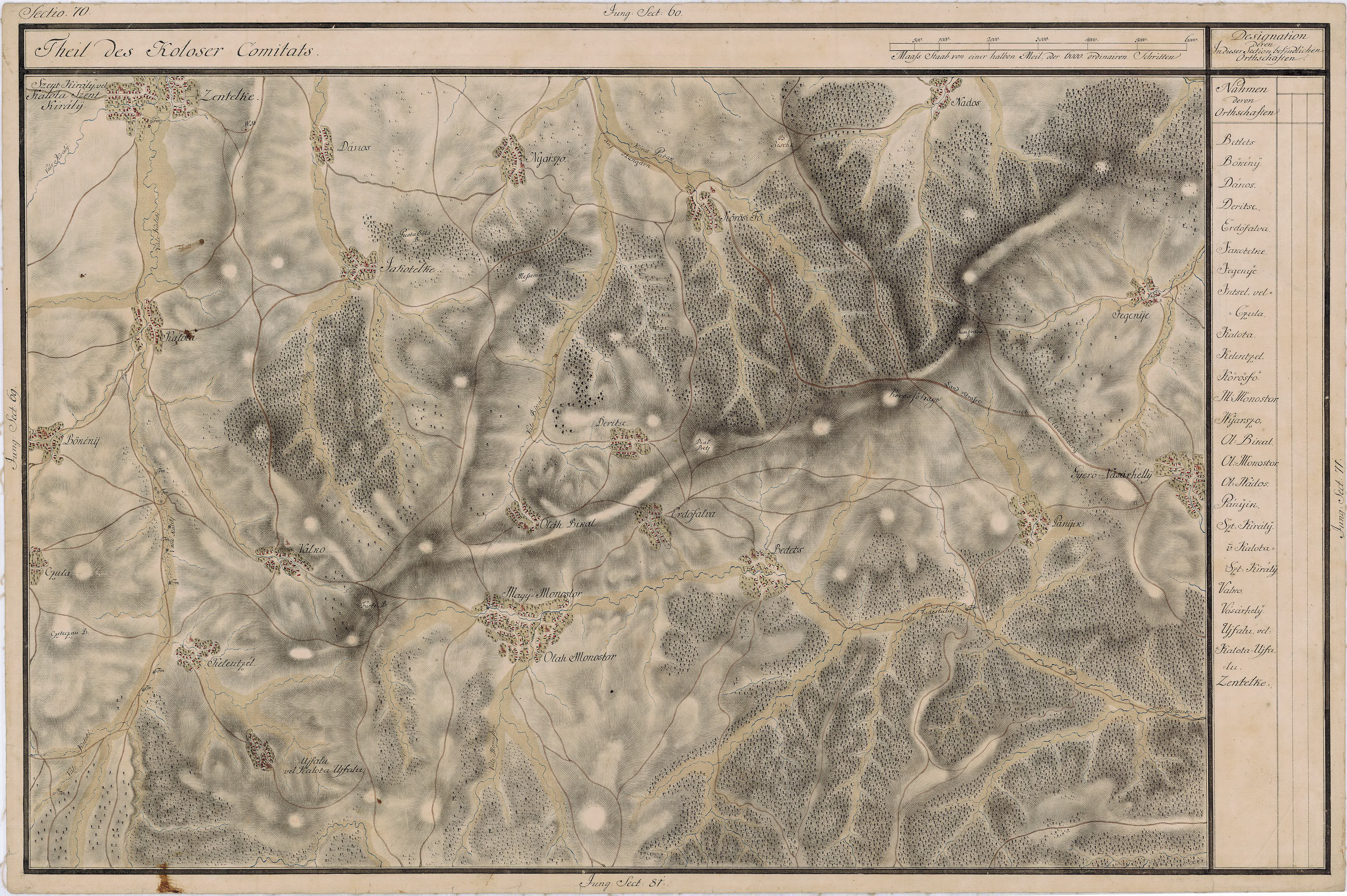
Bedeciu pe Harta Iosefină a Transilvaniei, 1769-1773

Piatra Cailor, Pârâul Dos, Branoia.

## Galerie de imagini

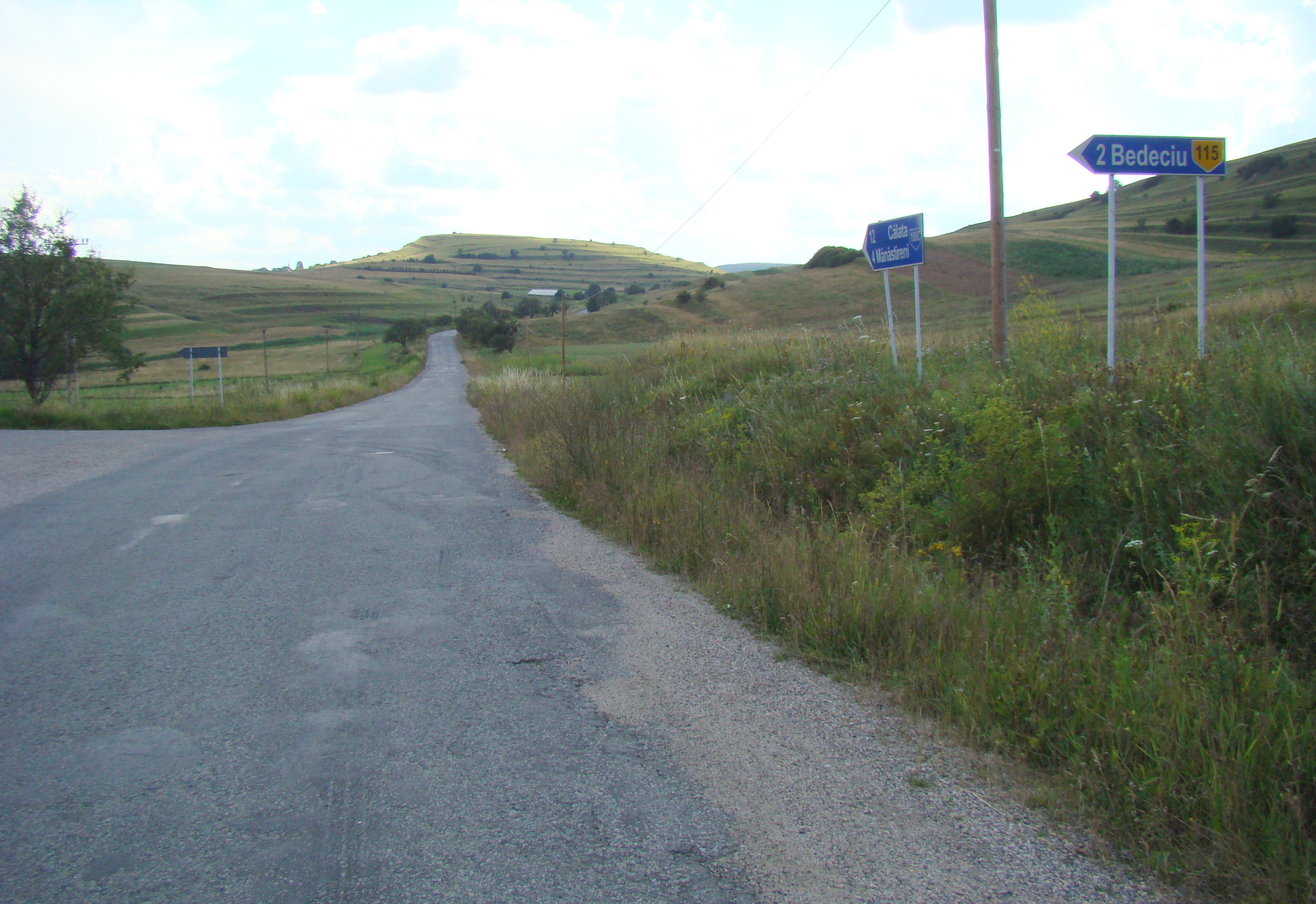
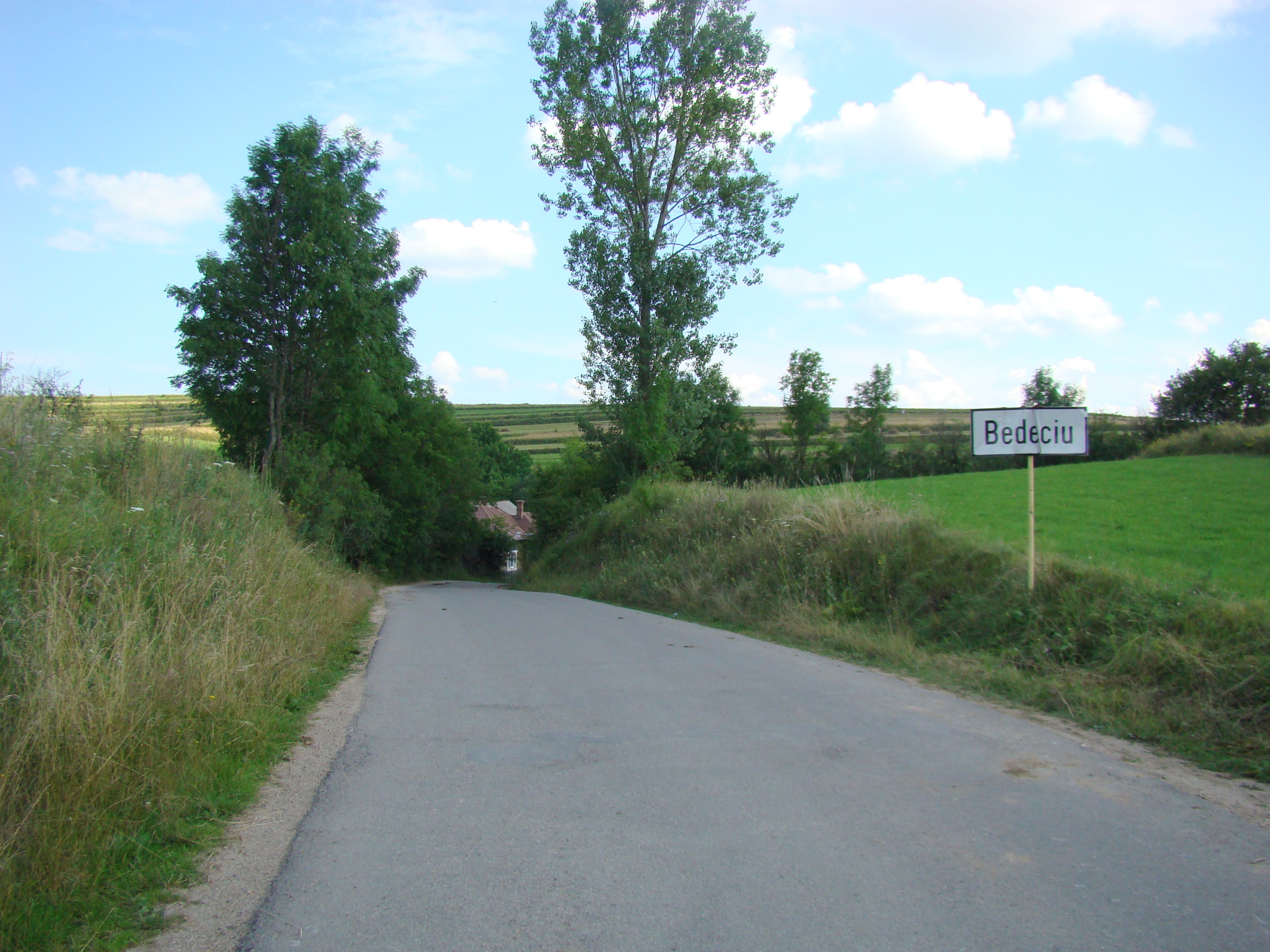
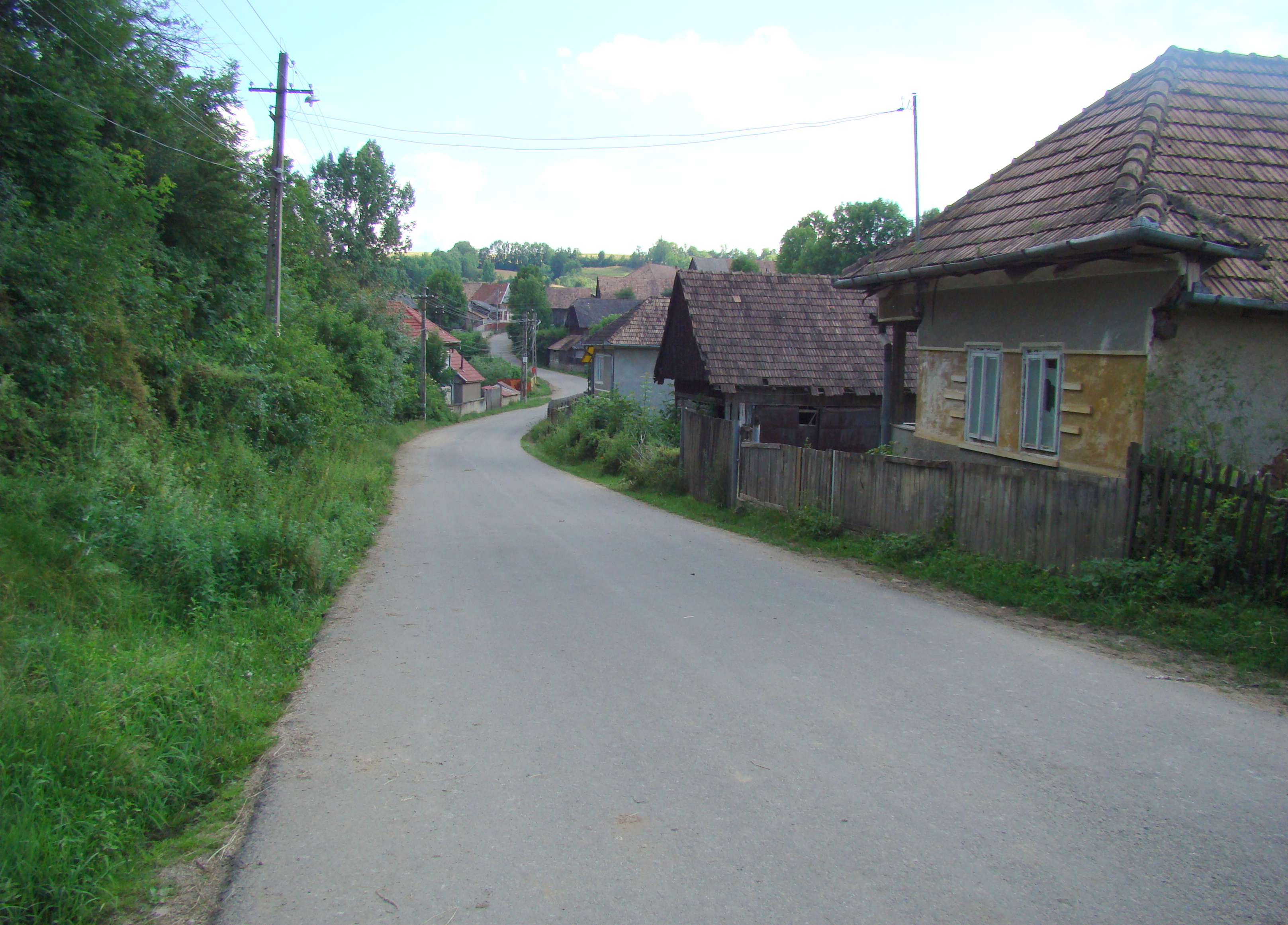
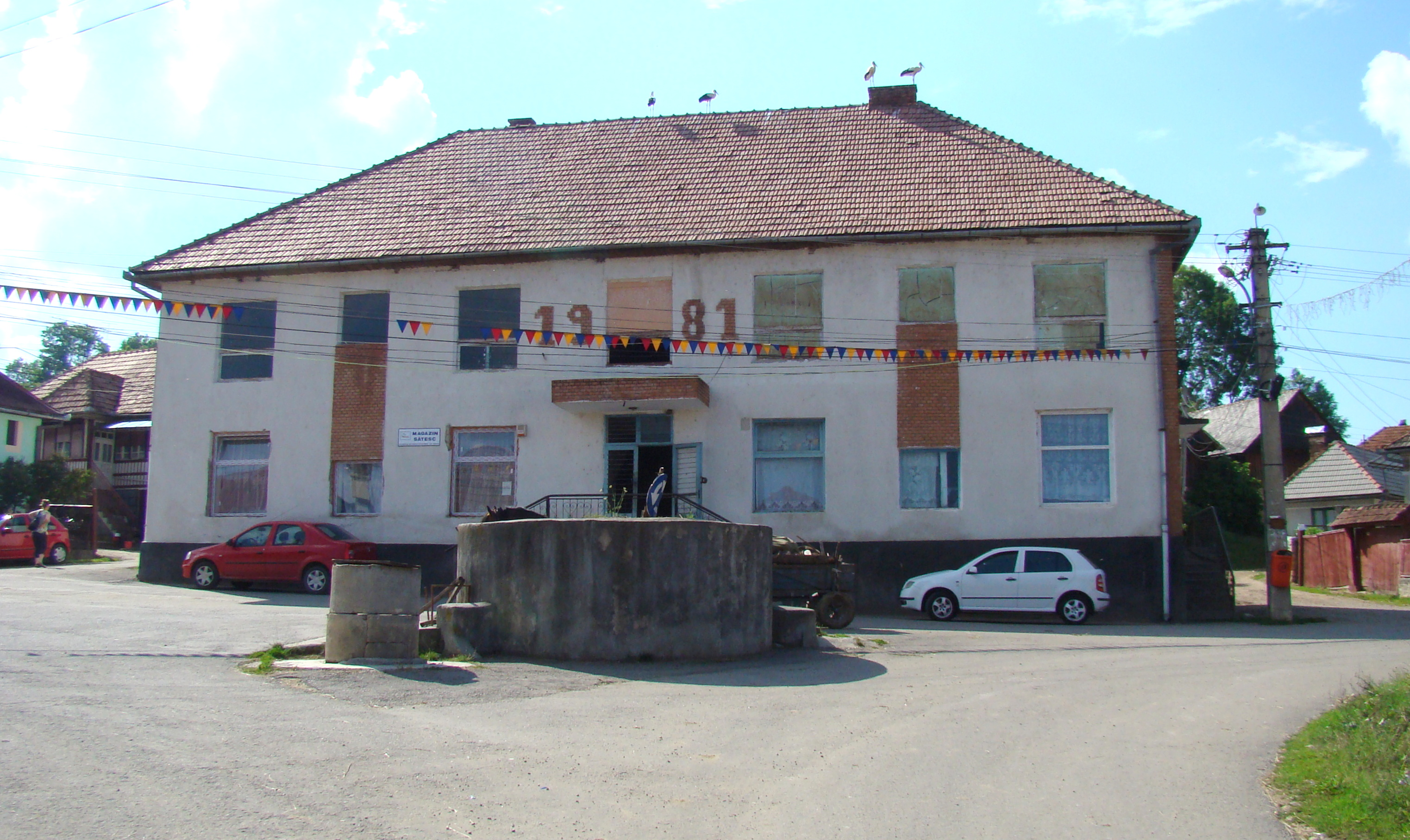
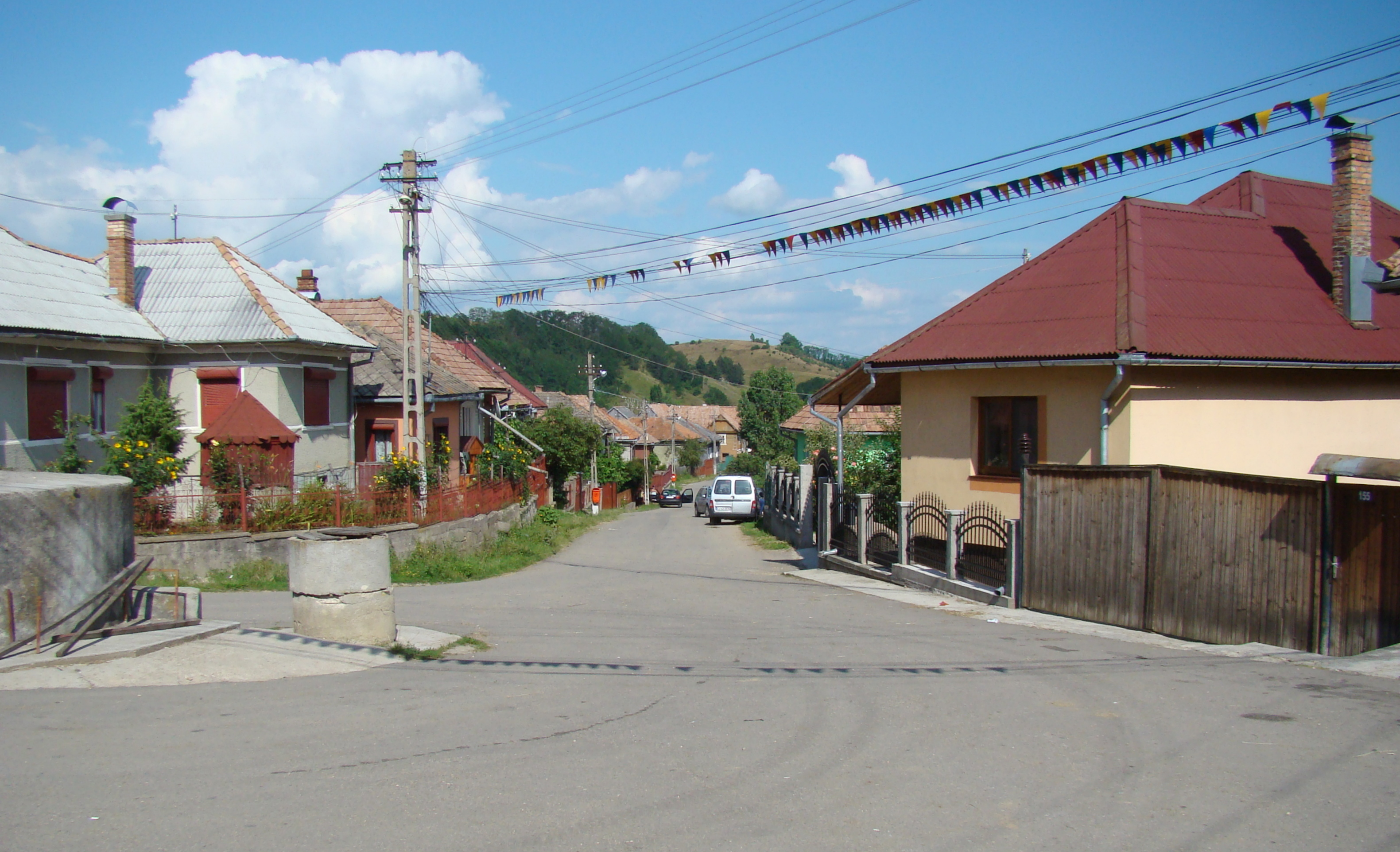
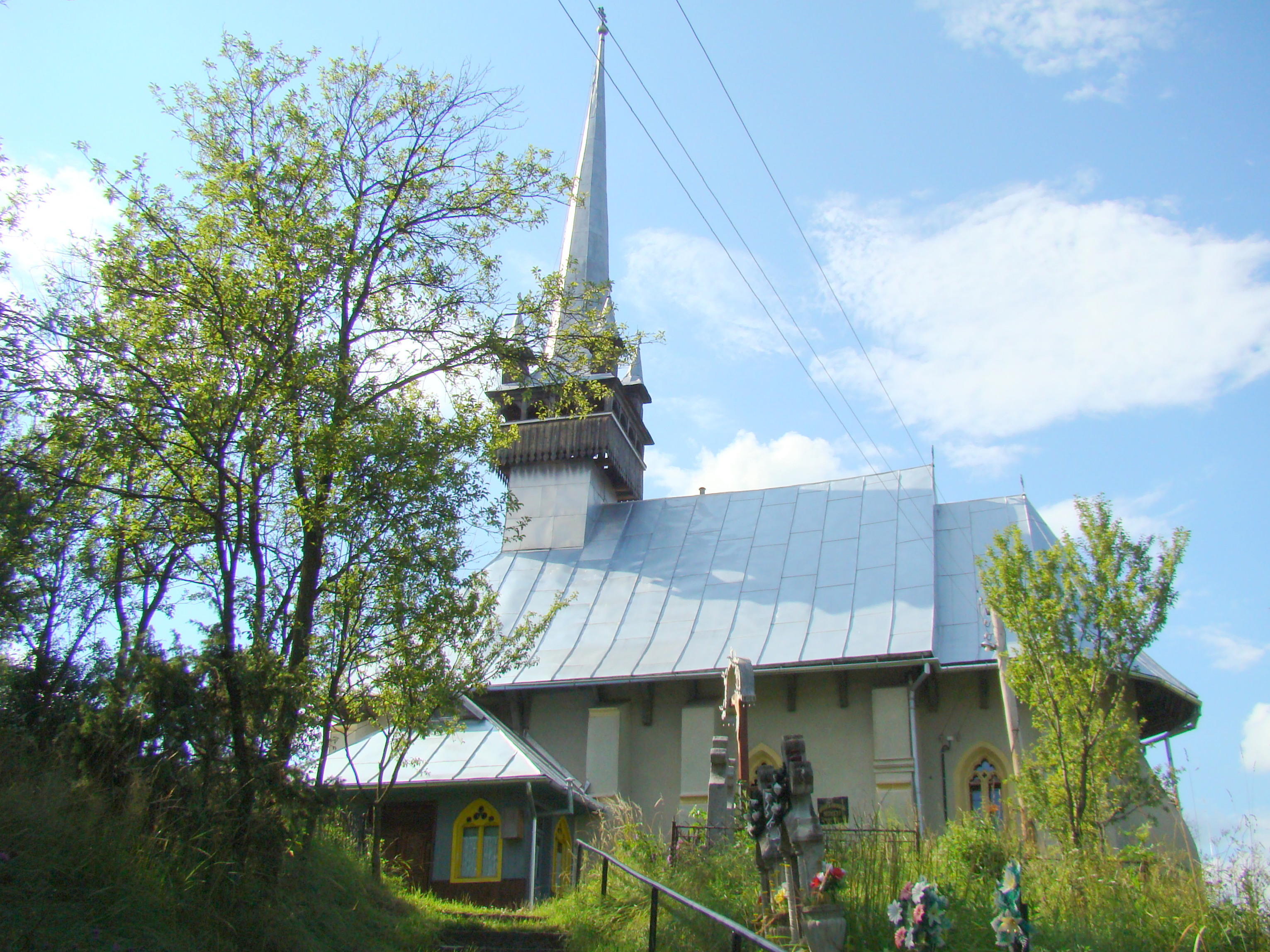
Biserica „Înălțarea Domnului" din Bedeciu (monument istoric)
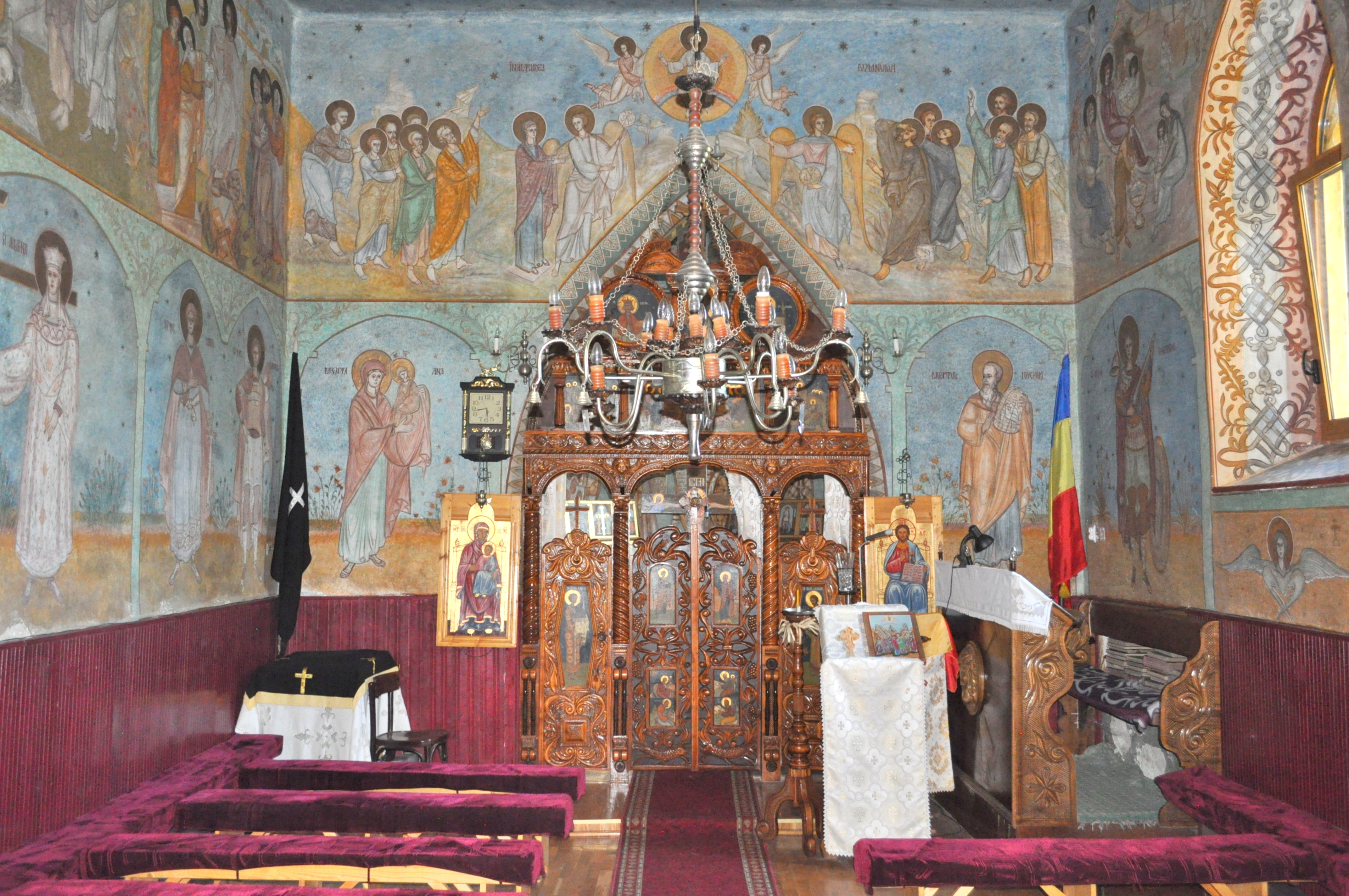
Biserica „Înălțarea Domnului" (nava spre iconostas)
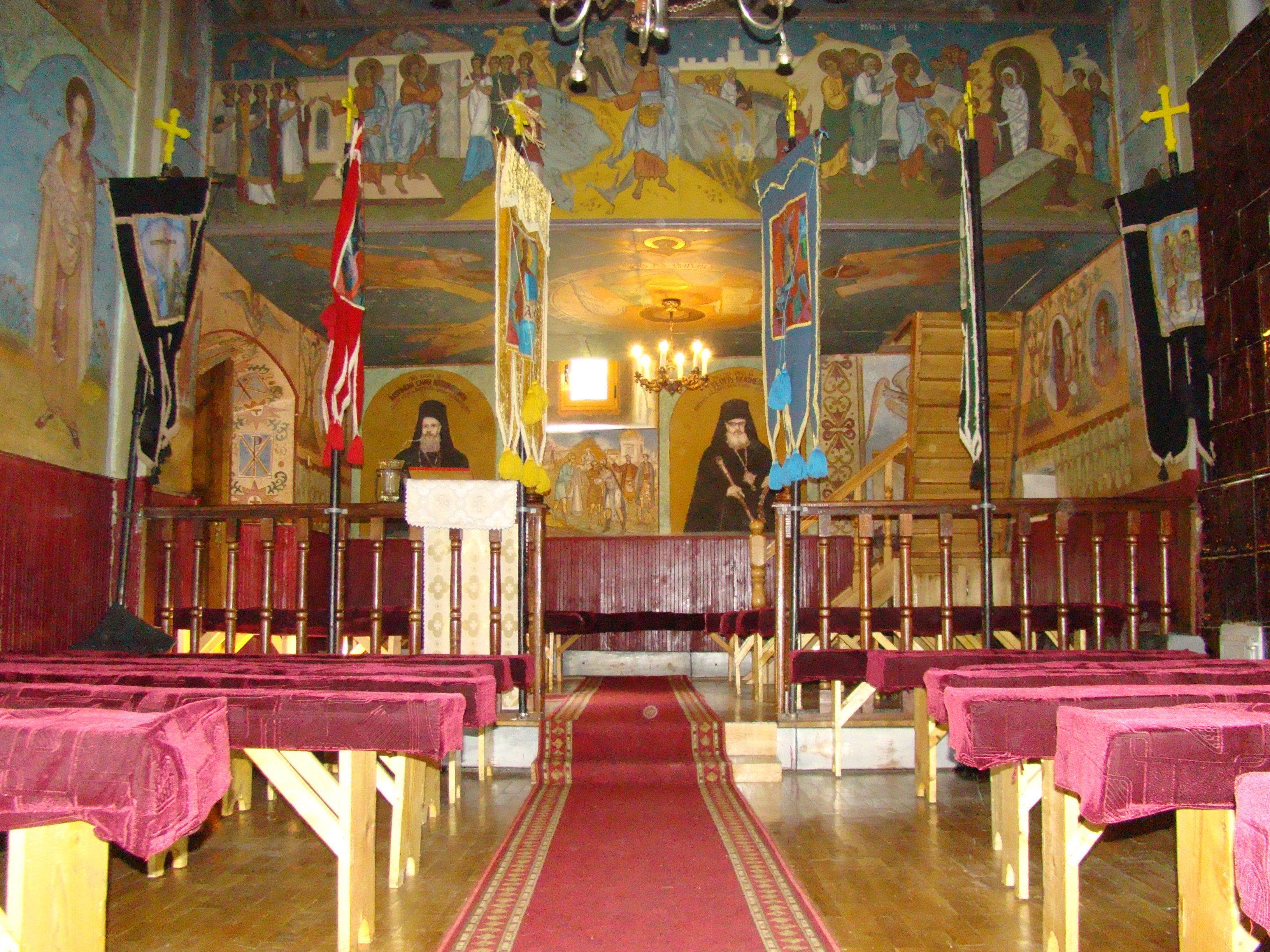
Biserica „Înălțarea Domnului" (nava spre ieșire)
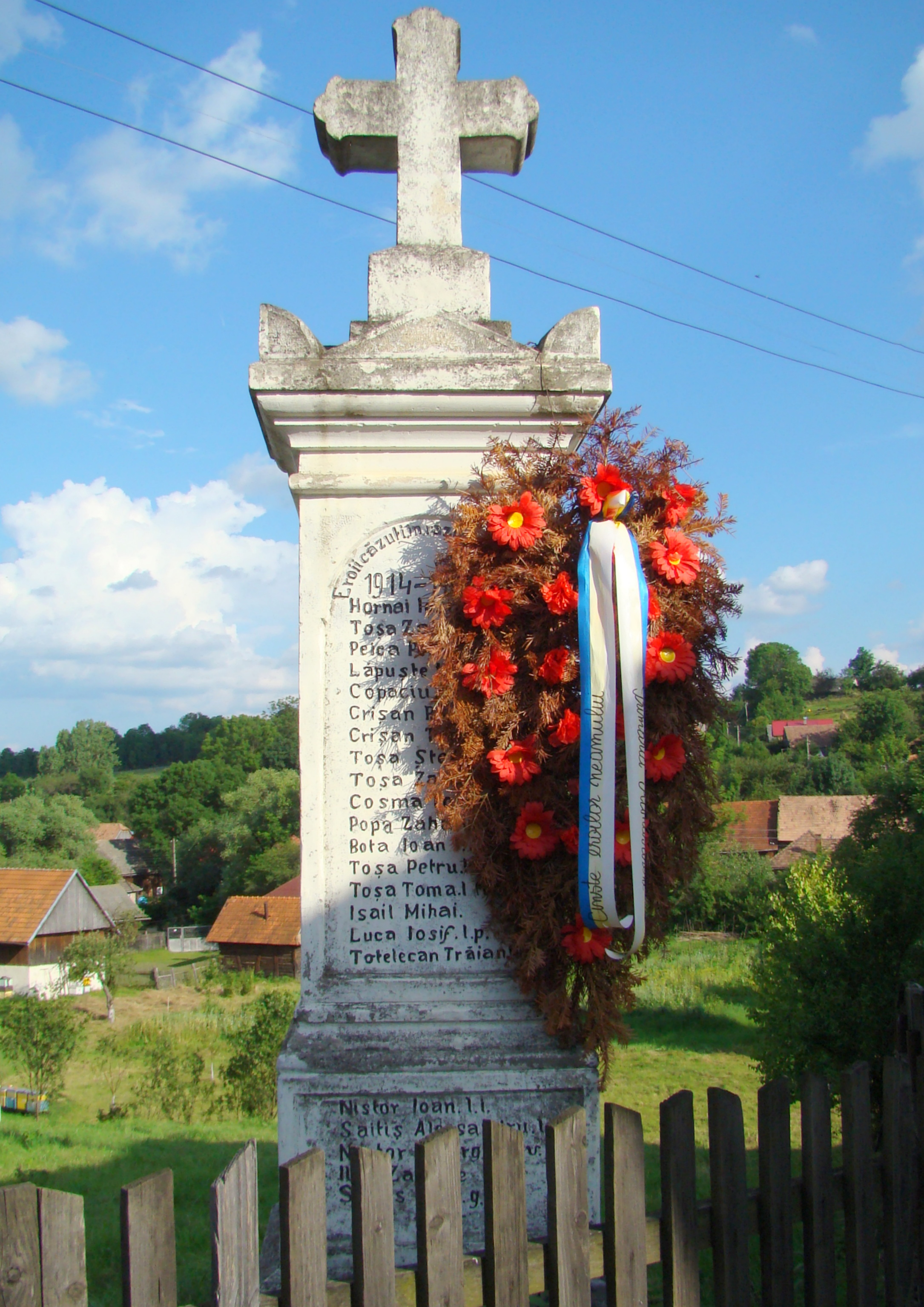
Monumentul Eroilor din Bedeciu
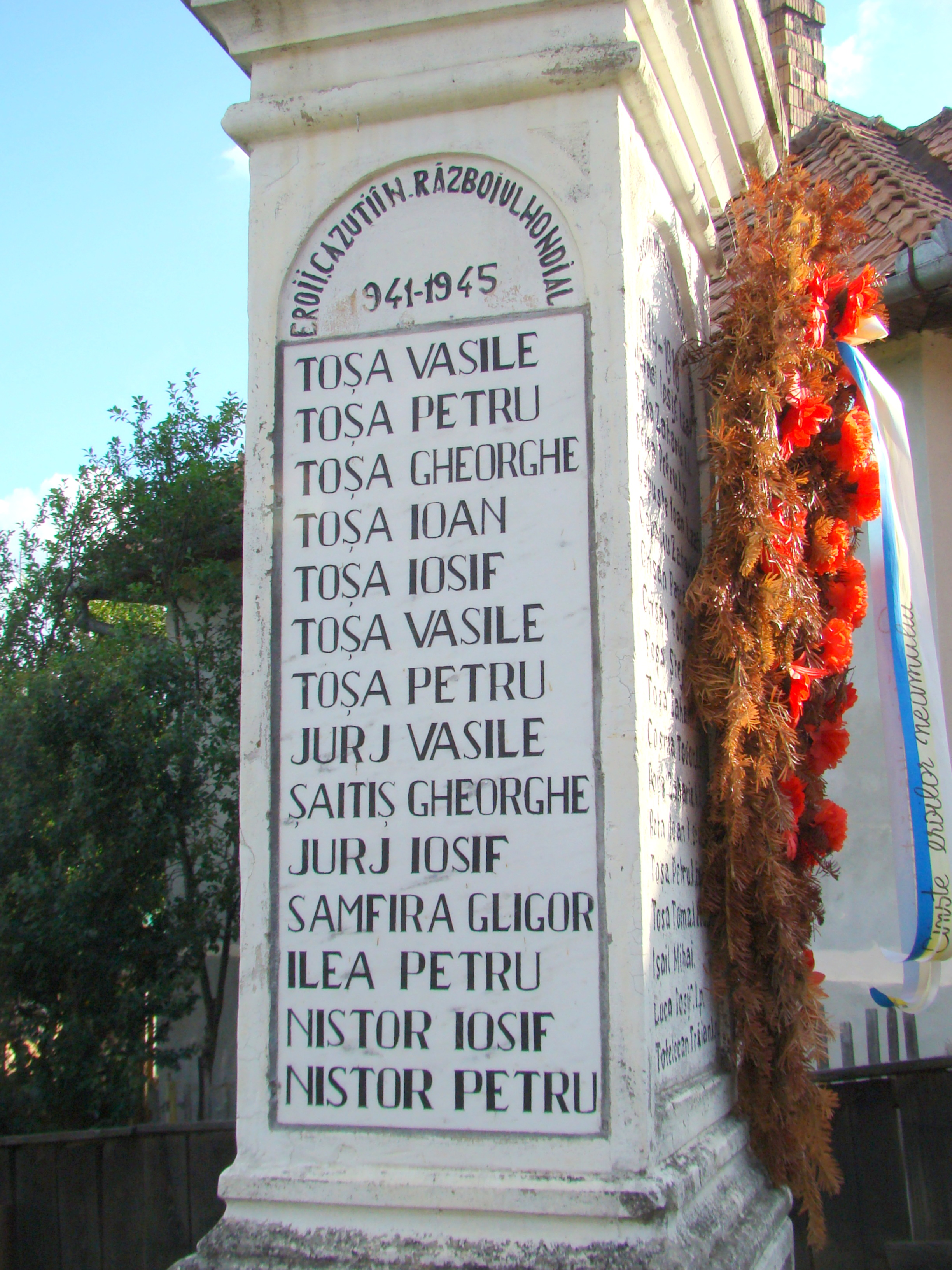
Monumentul Eroilor (detaliu)